# Petite Noir
Petite Noir, de son nom civil Yannick Diekeno Ilunga (né le 24 août 1990 à Bruxelles), est un chanteur belge d'origine congolaise.

## Biographie

### Popskarr (2009–2012)
Petite Noir commence sa carrière en 2009 avec le producteur Terrence Pearce en tant que membre du duo Popskarr. Ils sortent plusieurs singles entre 2009 et 2012 et ne sortent aucun morceau ensemble depuis. Le premier single solo de Petite Noir Till We Ghosts, sort en 2012, et est ensuite inclus dans son premier EP The King of Anxiety en 2015. Également en 2012, Noir a sorti le single hors album Disappear.

### Débuts (2013–2014)
En mai 2013, l'artiste hip-hop anglais Wretch 32 sort un remix de sa chanson Blackout par Petite Noir. Petite Noir sort un autre single hors album intitulé Noirse en 2013. En novembre 2013, un remix de Noirse est inclus dans la compilation Saint Heron. En 2014, Noir sort un morceau intitulé Chess, qui sera plus tard inclus dans son premier EP The King of Anxiety et dans son premier album studio La Vie est belle / Life Is Beautiful.

### Suites (depuis 2015)
Le 19 janvier 2015, Petite Noir sort son premier EP The King of Anxiety. Pitchfork considère l'EP « fluide, subtil, souple et lumineusement sexy ». Il est soutenu par deux singles, Till We Ghosts et Chess. Le 11 septembre 2015, il sort son premier album studio, La Vie est belle / Life Is Beautiful. Il obtient un score de 79 sur l'agrégateur Metacritic Il est accompagné de quatre singles, Chess, Down, Best et MDR. En 2015 et 2016, Noir se produit en live avec les artistes Mac DeMarco, Vince Staples, Kendrick Lamar, Killer Mike et El-P, entre autres. En septembre 2016, Petite Noir est présentée sur le quatrième album studio de l'artiste américain de hip-hop Danny Brown, Atrocity Exhibition, sur le titre Rolling Stone. Il sort officiellement le 27 septembre, mais est diffusé sur l'émission de radio Beats 1 de Zane Lowe le 15 septembre.
Un nouveau titre intitulé Blame Fire sort en juillet 2018, avant un nouvel album La Maison Noir / The Black House qui sort le 5 octobre sur Roya Records (qui fait partie du groupe Warp Records). La nouvelle sortie est un mini-album de six titres avec des apparitions invitées de Danny Brown et Saul Williams.

## Discographie notable
- 2015 : La vie est belle / Life Is Beautiful (Double Six Records)
- 2018 : La Maison Noir / The Black House (Roya Records)
- 2023 : MotherFather (Roya Records)